# Goniozus musae
Goniozus musae  (лат.) — вид ос-бетилид рода Goniozus из семейства Bethylidae (Chrysidoidea, Hymenoptera). Эндемик Северного острова Новой Зеландии.

## Описание
Мелкие брахиптерные осы, укороченные крылья едва достигают проподеума. Длина самок 3,0—3,3 мм (самцы не найдены) и мандибулы чёрные. Усики и ноги коричневые. Брюшко от тёмно-коричневого до чёрного. Жвалы с 4 зубцами. Коготки лапок простые, без зазубрин.

## Этимология
Впервые вид был описан в 2013 году новозеландским энтомологом Д. Уардом (Ward D. F.; New Zealand Arthropod Collection, Landcare Research, Окленд, Новая Зеландия) и назван в честь британской рок-группы Muse.